# Lance Comfort
Lance Comfort (Harrow, 11 agosto 1908 – Sussex, 25 agosto 1966) è stato un regista e produttore cinematografico britannico.

## Filmografia (regista)
- Il castello del cappellaio (Hatter's Castle) (1941)
- Those Kids from Town (1942)
- Pennsylvania (Penn of Pennsylvania)	(1942)
- Squadron Leader X (1943)
- Old Mother Riley Detective (1943)
- When We Are Married (1943)
- Escape to Danger (1943)
- Hotel Reserve (1944)
- Great Day (1945)
- Bedelia	(1946)
- Il porto delle tentazioni (Temptation Harbour) (1947)
- Un vigliacco ritorna (Silent Dust)	(1948)
- Daughter of Darkness (1948)
- I mariti di lady Clara (Portrait of Clare) (1950)
- Eight O'Clock Walk (1952)
- The Girl on the Pier (1953)
- The Genie (1953)
- The Triangle (1953)
- The Last Moment (1954)
- Bang, You're Dead (1954)
- Faccia da mascalzone (1955)
- At the Stroke of Nine (1957)
- The Man in the Road (1957)
- Face in the Night (1957)
- Man from Tangier (1957)
- Ivanhoe - serie TV (1958)
- Make Mine a Million (1959)
- The Ugly Duckling (1959)
- Rag Doll (1961)
- Touch of Death	(1961)
- The Breaking Point (1961)
- Il mistero dell'idolo nero (Pit of Darkness) (1961)
- The Painted Smile (1962)
- Live It Up! (1963)
- The Break (1963)
- Blind Corner (1963)
- Tecnica di un crimine (Tomorrow at Ten) (1964)
- I diavoli delle tenebre (Devils of Darkness) (1965)
- Be My Guest (1965)